# Hyophorbe verschaffeltii
Hyophorbe verschaffeltii là loài thực vật có hoa thuộc họ Arecaceae. Loài này được H.Wendl. mô tả khoa học đầu tiên năm 1866.

## Hình ảnh

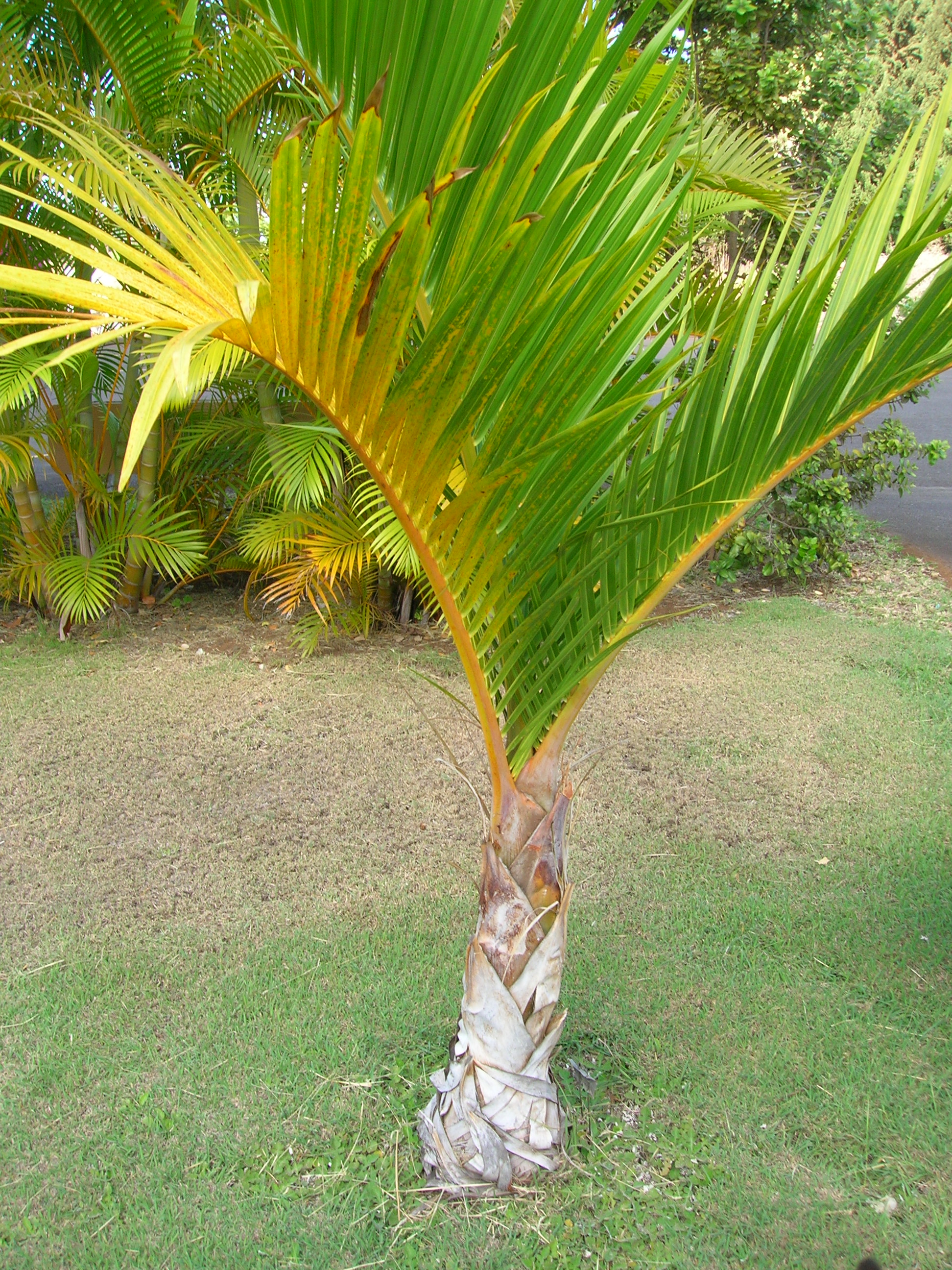
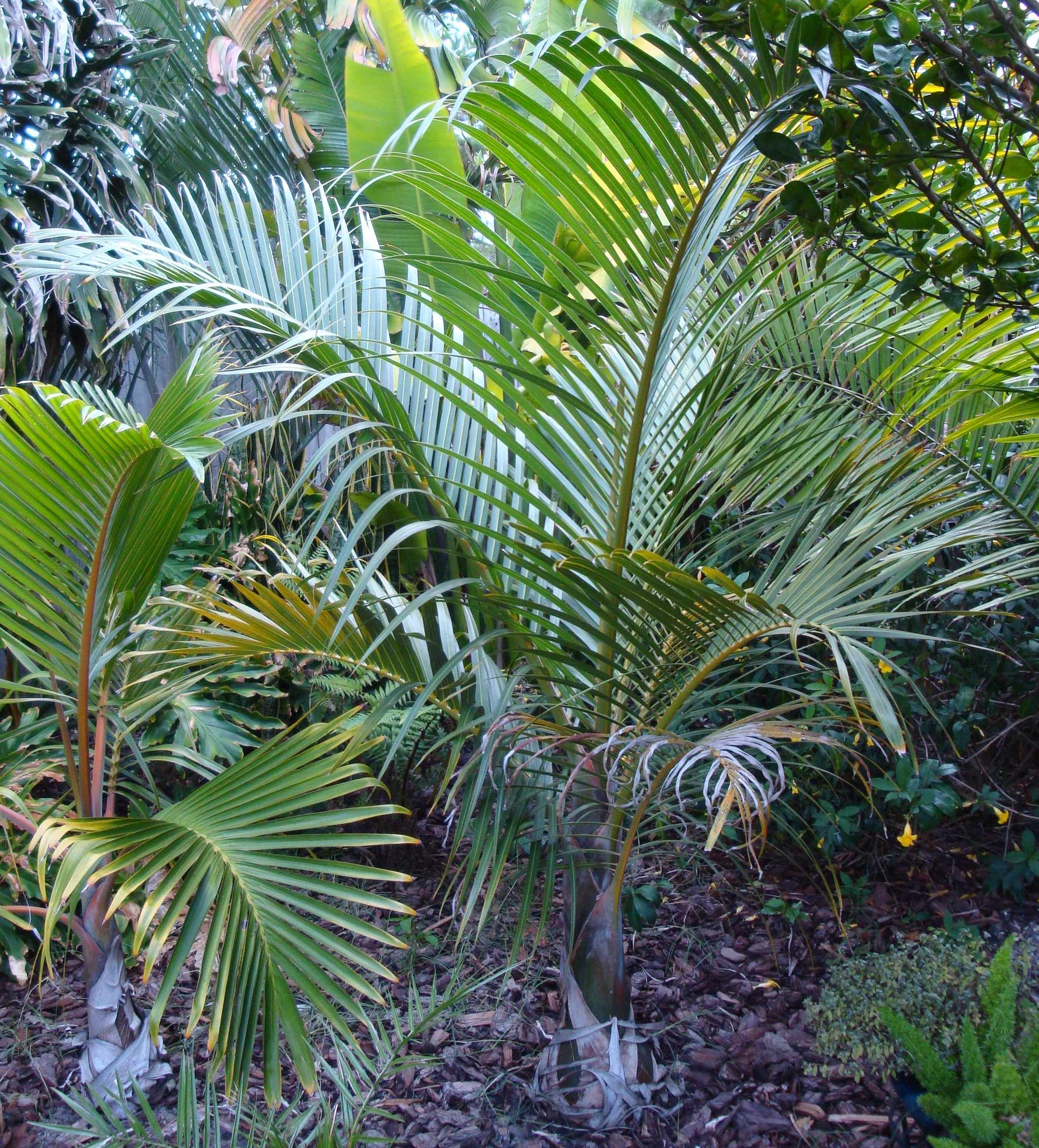
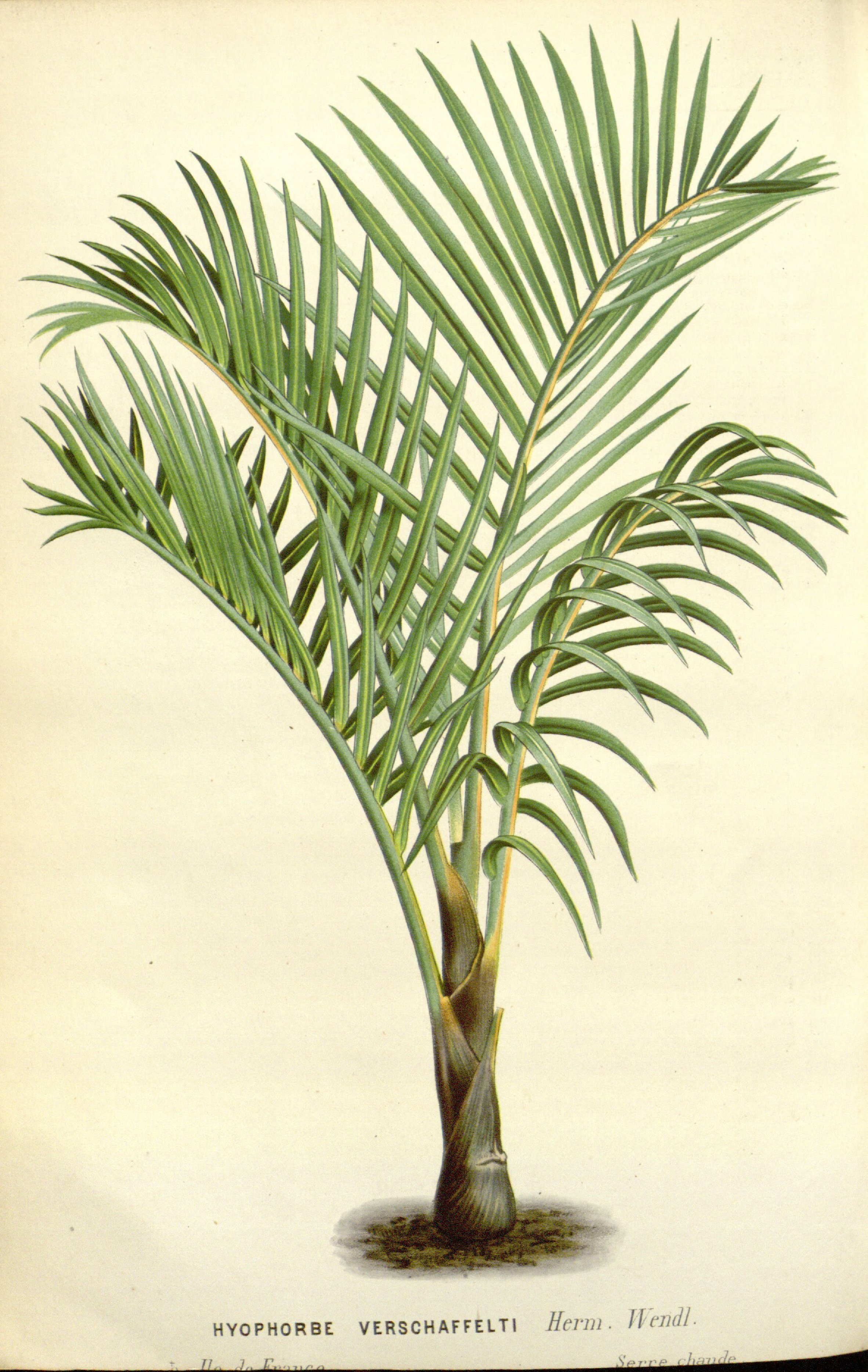
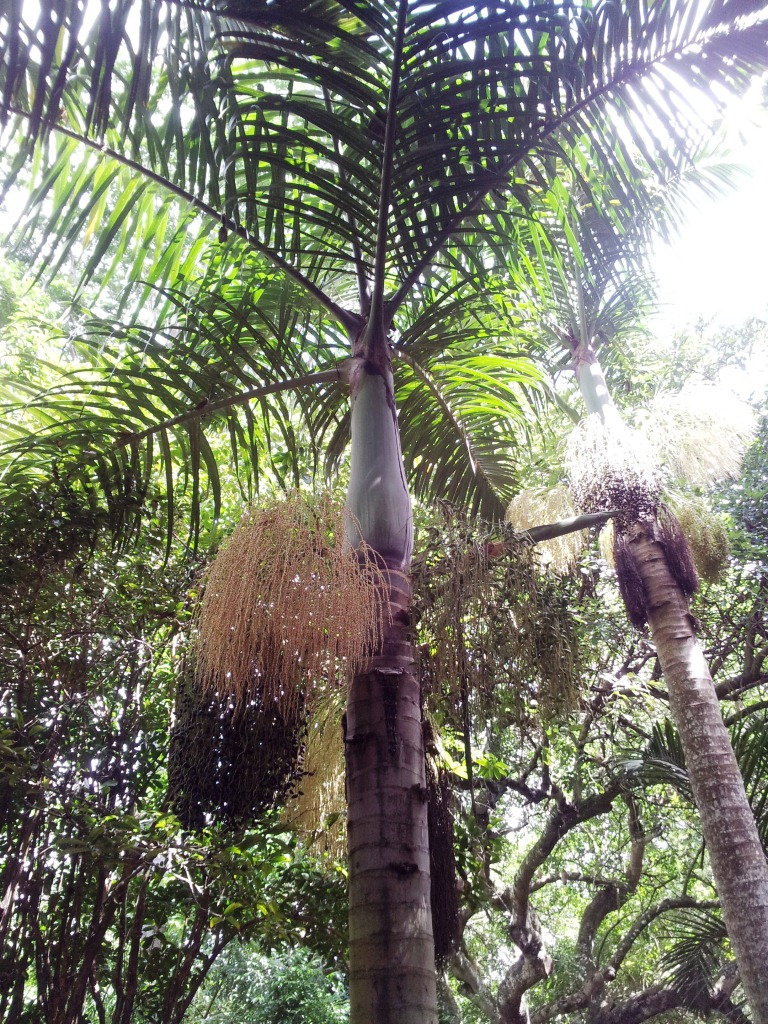